# Harry Liversedge
El general de brigada Harry Bluett Liversedge (Volcano, 21 de setembre de 1894 - Bethesda, 5 de novembre de 1951) fou un marine estatunidenc, cèlebre per comandar el regiment que alçà la bandera a Iwo Jima el 23 de febrer de 1945 i que morí el 1951 després de gairebé 25 anys de servei.
Aquest èxit militar durant la batalla d'Iwo Jima serví perquè li atorguessin una segona Creu de la Marina. La primera li havien donat amb motiu dels èxits a la jungla de Nova Guinea.
Dues dècades abans, Liversedge havia destacat com a atleta. El 1920 va prendre part en els Jocs Olímpics d'Anvers, on guanyà la medalla de bronze en la prova del llançament de pes del programa d'atletisme.

## Millors marques
- Llançament de pes. 14,41 m (1924)
- Llançament de javelina. 56,33 m (1931).[1][2]